# كارشادون
كارشادون هو أحد أجناس أسماك القرش يدخل ضمن عائلة لامينيدا. والنوع الوحيد المتبقي ضمن هذا الجنس هو القرش الأبيض الكبير (كارشادون كارشيس) حيث يشمل الجنس أعضاء منقرضة مثل كارشادون كايفسي وكارشادون هوبيلي. ولا يزال الجدل حول كارشاروكليس ميغالودون قائما لدى بعض علماء الأحافير (أمثال مايكل د. جوتفريد وروبرت إيوان فورديس) ليكون من عائلة كارشارودون كارشاريا، حيث كان الاسم العلمي لميجالودون في الأصل «كارشارون» ميغالودون.
ويأتي اسم الجنس من اليونانية «للأسنان الحادة / المسننة». حيث أطلق هذا الاسم أيضا على جنس من الديناصورات آكلة اللحوم التي تملك أسنان تشبه أسنان قرش الكارشادون، وعرف هذا النوع من الديناصورات بـ كاركارو-دونتو-سوريس.